# إيستغاه شيخ صفي
إيستغاه شيخ صفي هي قرية في مقاطعة ميانة، إيران. يقدر عدد سكانها بـ 20 نسمة بحسب إحصاء 2016.